# Prašćari
Prašćari – wieś w Chorwacji, w żupanii istryjskiej, w gminie Višnjan. W 2011 roku liczyła 17 mieszkańców.